# 多野郡

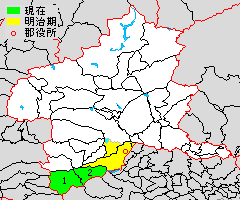
群馬県多野郡の範囲（1.上野村 2.神流町 水色：後に他郡から編入した区域）

多野郡（たのぐん）は、群馬県の南西部に存在する郡である。
人口2,378人、面積296.45km²、人口密度8.02人/km²。（2025年3月1日、推計人口）
以下の1町1村が含まれる。
- 上野村（うえのむら）
- 神流町（かんなまち）

## 郡域
1896年（明治29年）に発足した当時の郡域は、上記1町1村以外では、現在の行政区画では概ね以下の区域に相当する。
- 高崎市（以下の3地域）

1. 阿久津町、根小屋町、木部町、山名町および城山町一・二丁目の一部、吉井町上奥平、吉井町下奥平、吉井町岩崎、吉井町坂口を除く吉井町各町、新町

- 藤岡市

## 歴史

### 沿革
- 1896年（明治29年）

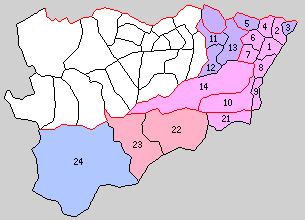
1.藤岡町 2.神流村 3.新町 4.小野村 5.八幡村 6.美土里村 7.平井村 8.美九里村 9.鬼石町 10.三波川村 11.吉井町 12.多胡村 13.入野村 14.日野村 21.美原村 22.神川村 23.中里村 24.上野村（紫：高崎市 桃：藤岡市 赤：神流町 青：合併なし）

  - 4月1日 - 郡制の施行のため、多胡郡・緑野郡・南甘楽郡の区域をもって多野郡が発足。（4町14村）
    - 旧・多胡郡（1町3村） - 吉井町、多胡村、入野村（現・高崎市）、日野村（現・藤岡市）
    - 旧・緑野郡（3町7村） - 藤岡町、神流村（現・藤岡市）、新町（現・高崎市）、小野村（現・藤岡市）、八幡村（現・高崎市）、美土里村、平井村、美九里村、鬼石町、三波川村（現・藤岡市）
    - 旧・南甘楽郡（4村） - 美原村（現・藤岡市）、神川村、中里村（現・神流町）、上野村（現存）

  - 7月15日 - 郡制を施行。
- 大正12年（1923年）4月1日 - 郡会が廃止。郡役所は存続。
- 大正15年（1926年）
  - 4月1日 - 神川村が町制施行のうえ改称して万場町となる。（5町13村）
  - 7月1日 - 郡役所が廃止。以降は地域区分名称となる。
- 昭和29年（1954年）
  - 4月1日 - 藤岡町・神流村・小野村・美土里村・美九里村が合併して藤岡市が発足し、郡より離脱。（4町9村）
  - 10月1日 - 鬼石町・三波川村・美原村が合併し、改めて鬼石町が発足。（4町7村）
- 昭和30年（1955年）
  - 1月15日 - 吉井町・多胡村・入野村が甘楽郡岩平村と合併し、改めて吉井町が発足。（4町5村）
  - 3月1日 - 平井村・日野村が藤岡市に編入。（4町3村）
- 昭和31年（1956年）9月30日 - 八幡村が高崎市に編入。（4町2村）
- 平成15年（2003年）4月1日 - 万場町・中里村が合併して神流町が発足。（4町1村）
- 平成18年（2006年）
  - 1月1日 - 鬼石町が藤岡市に編入。（3町1村）
  - 1月23日 - 新町が高崎市に編入。（2町1村）
- 平成21年（2009年）6月1日 - 吉井町が高崎市に編入。（1町1村）

### 変遷表
| 明治22年 - 明治29年 | 明治22年 - 明治29年 | 明治29年4月1日                       | 明治29年 - 大正15年            | 昭和1年 - 昭和29年             | 昭和30年 - 昭和63年          | 平成1年 - 現在               | 現在   |
| ------------------- | ------------------- | ------------------------------------ | ------------------------------ | ------------------------------ | ---------------------------- | ---------------------------- | ------ |
| 北甘楽郡            | 岩平村              | 北甘楽郡                             | 北甘楽郡 岩平村                | 昭和25年4月1日 郡名改称 甘楽郡 | 昭和30年1月15日 吉井町       | 平成21年6月1日 高崎市に編入  | 高崎市 |
| 多胡郡              | 吉井町              | 明治29年4月1日 合併により 多野郡発足 | 吉井町                         | 吉井町                         | 昭和30年1月15日 吉井町       | 平成21年6月1日 高崎市に編入  | 高崎市 |
| 多胡郡              | 多胡村              | 明治29年4月1日 合併により 多野郡発足 | 多胡村                         | 多胡村                         | 昭和30年1月15日 吉井町       | 平成21年6月1日 高崎市に編入  | 高崎市 |
| 多胡郡              | 入野村              | 明治29年4月1日 合併により 多野郡発足 | 入野村                         | 入野村                         | 昭和30年1月15日 吉井町       | 平成21年6月1日 高崎市に編入  | 高崎市 |
| 緑野郡              | 新町                | 明治29年4月1日 合併により 多野郡発足 | 新町                           | 新町                           | 新町                         | 平成18年1月23日 高崎市に編入 | 高崎市 |
| 緑野郡              | 八幡村              | 明治29年4月1日 合併により 多野郡発足 | 八幡村                         | 八幡村                         | 昭和31年9月30日 高崎市に編入 | 高崎市                       | 高崎市 |
| 緑野郡              | 藤岡町              | 明治29年4月1日 合併により 多野郡発足 | 藤岡町                         | 昭和29年4月1日 藤岡市          | 藤岡市                       | 藤岡市                       | 藤岡市 |
| 緑野郡              | 神流村              | 明治29年4月1日 合併により 多野郡発足 | 神流村                         | 昭和29年4月1日 藤岡市          | 藤岡市                       | 藤岡市                       | 藤岡市 |
| 緑野郡              | 小野村              | 明治29年4月1日 合併により 多野郡発足 | 小野村                         | 昭和29年4月1日 藤岡市          | 藤岡市                       | 藤岡市                       | 藤岡市 |
| 緑野郡              | 美土里村            | 明治29年4月1日 合併により 多野郡発足 | 美土里村                       | 昭和29年4月1日 藤岡市          | 藤岡市                       | 藤岡市                       | 藤岡市 |
| 緑野郡              | 美九里村            | 明治29年4月1日 合併により 多野郡発足 | 美九里村                       | 昭和29年4月1日 藤岡市          | 藤岡市                       | 藤岡市                       | 藤岡市 |
| 緑野郡              | 平井村              | 明治29年4月1日 合併により 多野郡発足 | 平井村                         | 平井村                         | 昭和30年3月1日 藤岡市に編入  | 藤岡市                       | 藤岡市 |
| 緑野郡              | 日野村              | 明治29年4月1日 合併により 多野郡発足 | 日野村                         | 日野村                         | 昭和30年3月1日 藤岡市に編入  | 藤岡市                       | 藤岡市 |
| 緑野郡              | 鬼石町              | 明治29年4月1日 合併により 多野郡発足 | 鬼石町                         | 昭和29年10月1日 鬼石町         | 鬼石町                       | 平成18年1月1日 藤岡市に編入  | 藤岡市 |
| 緑野郡              | 三波川村            | 明治29年4月1日 合併により 多野郡発足 | 三波川村                       | 昭和29年10月1日 鬼石町         | 鬼石町                       | 平成18年1月1日 藤岡市に編入  | 藤岡市 |
| 南甘楽郡            | 美原村              | 明治29年4月1日 合併により 多野郡発足 | 美原村                         | 昭和29年10月1日 鬼石町         | 鬼石町                       | 平成18年1月1日 藤岡市に編入  | 藤岡市 |
| 南甘楽郡            | 神川村              | 明治29年4月1日 合併により 多野郡発足 | 大正15年4月1日 町制改称 万場町 | 万場町                         | 万場町                       | 平成15年4月1日 神流町        | 神流町 |
| 南甘楽郡            | 中里村              | 明治29年4月1日 合併により 多野郡発足 | 中里村                         | 中里村                         | 中里村                       | 平成15年4月1日 神流町        | 神流町 |
| 南甘楽郡            | 上野村              | 明治29年4月1日 合併により 多野郡発足 | 上野村                         | 上野村                         | 上野村                       | 上野村                       | 上野村 |

## 行政
歴代郡長
| 代 | 氏名       | 就任年月日                 | 退任年月日                | 備考                   |
| -- | ---------- | -------------------------- | ------------------------- | ---------------------- |
| 1  | 甲斐信夫   | 明治29年（1896年）4月1日   |                           | [ 1 ]                  |
| 2  | 桜井小太郎 | 明治30年（1897年）6月12日  |                           | [ 1 ]                  |
| 3  | 新居栄三郎 | 明治31年（1898年）10月4日  |                           | [ 1 ]                  |
| 4  | 桜井小太郎 | 明治32年（1899年）1月19日  |                           | 再任                   |
| 5  | 辻鉀三郎   | 明治36年（1903年）5月26日  |                           | [ 1 ]                  |
| 6  | 関鉎三郎   | 明治38年（1905年）6月28日  |                           | [ 1 ]                  |
| 7  | 樫田三郎   | 明治41年（1908年）12月23日 |                           | [ 1 ]                  |
| 8  | 直井三郎   | 明治44年（1911年）1月19日  |                           | [ 1 ]                  |
| 9  | 遠藤鉄男   | 大正元年（1912年）12月17日 |                           | [ 1 ]                  |
| 10 | 堀太郎作   | 大正5年（1916年）1月11日   |                           | [ 1 ]                  |
| 11 | 青柳晴雄   | 大正8年（1919年）9月1日    |                           | [ 1 ]                  |
| 12 | 藤野恵     | 大正10年（1921年）3月5日   |                           | [ 1 ]                  |
| 13 | 湯原直平   | 大正11年（1922年）6月29日  |                           | [ 1 ]                  |
| 14 | 新井友吉   | 大正13年（1924年）10月4日  | 大正15年（1926年）6月30日 | 郡役所廃止により、廃官 |